# Argentoratum

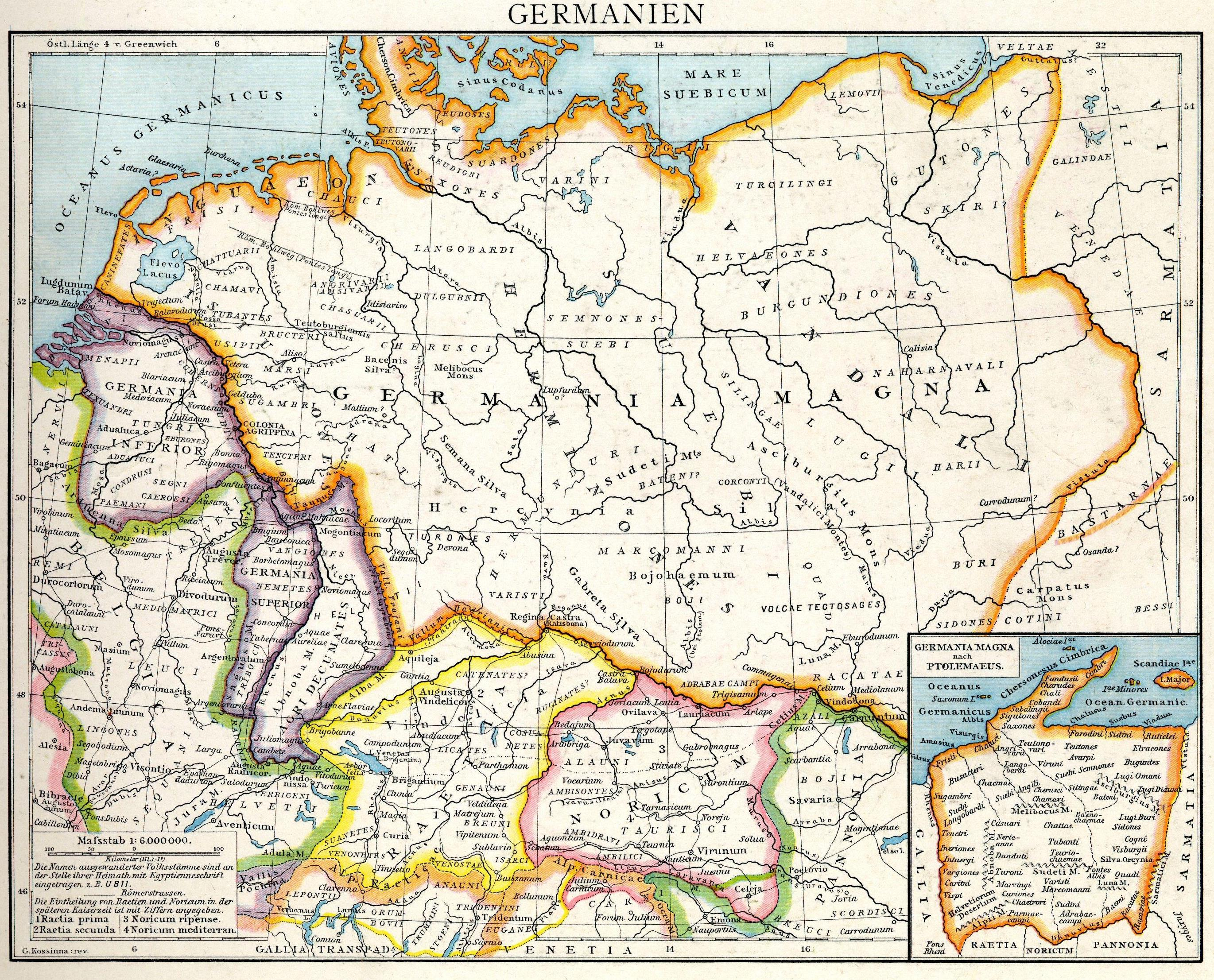
Germanien und angrenzende römische Provinzen mit Legionslagern, darunter Argentoratum

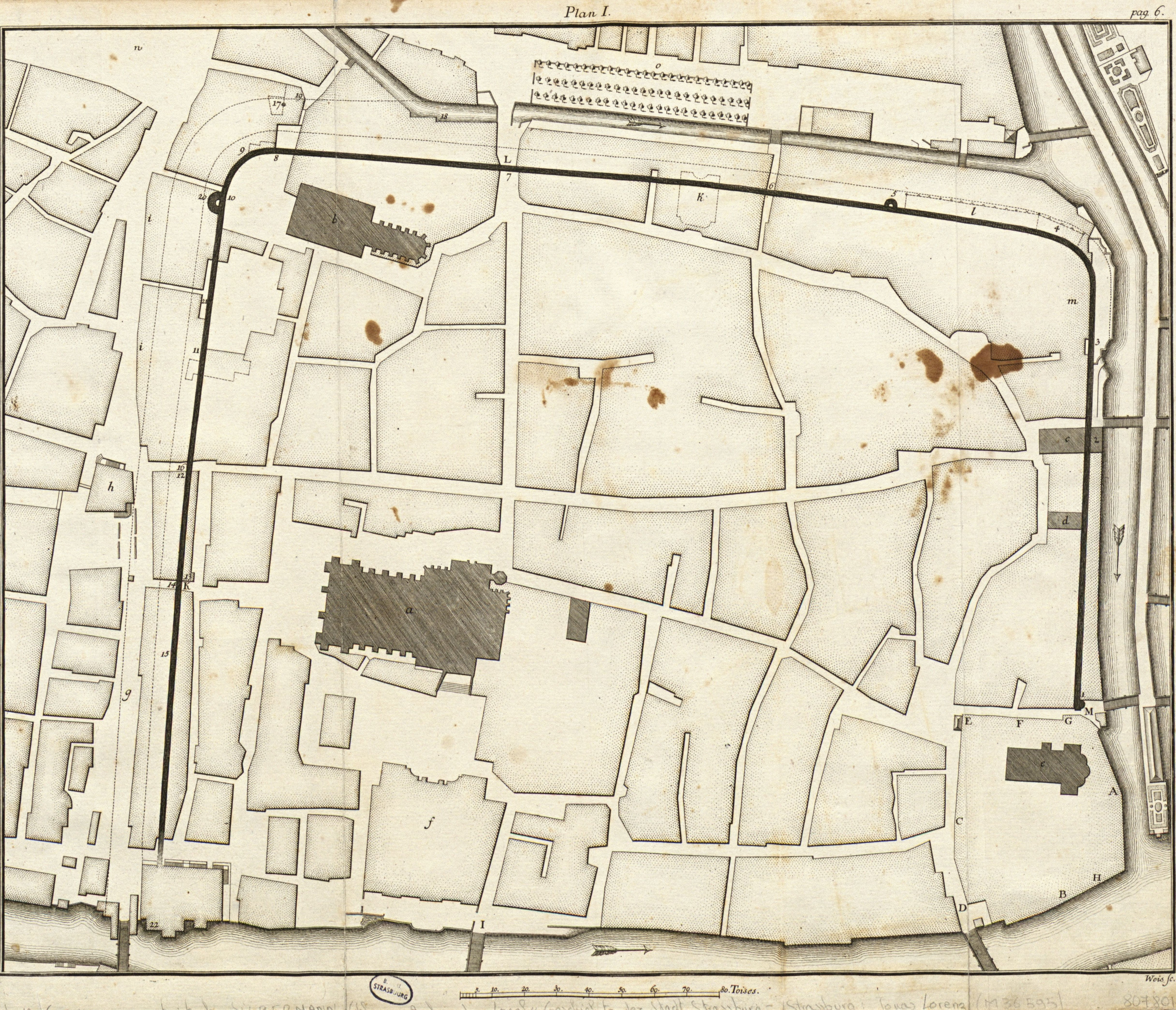
Argentoratum auf einem Plan von Straßburg aus dem 18. Jahrhundert

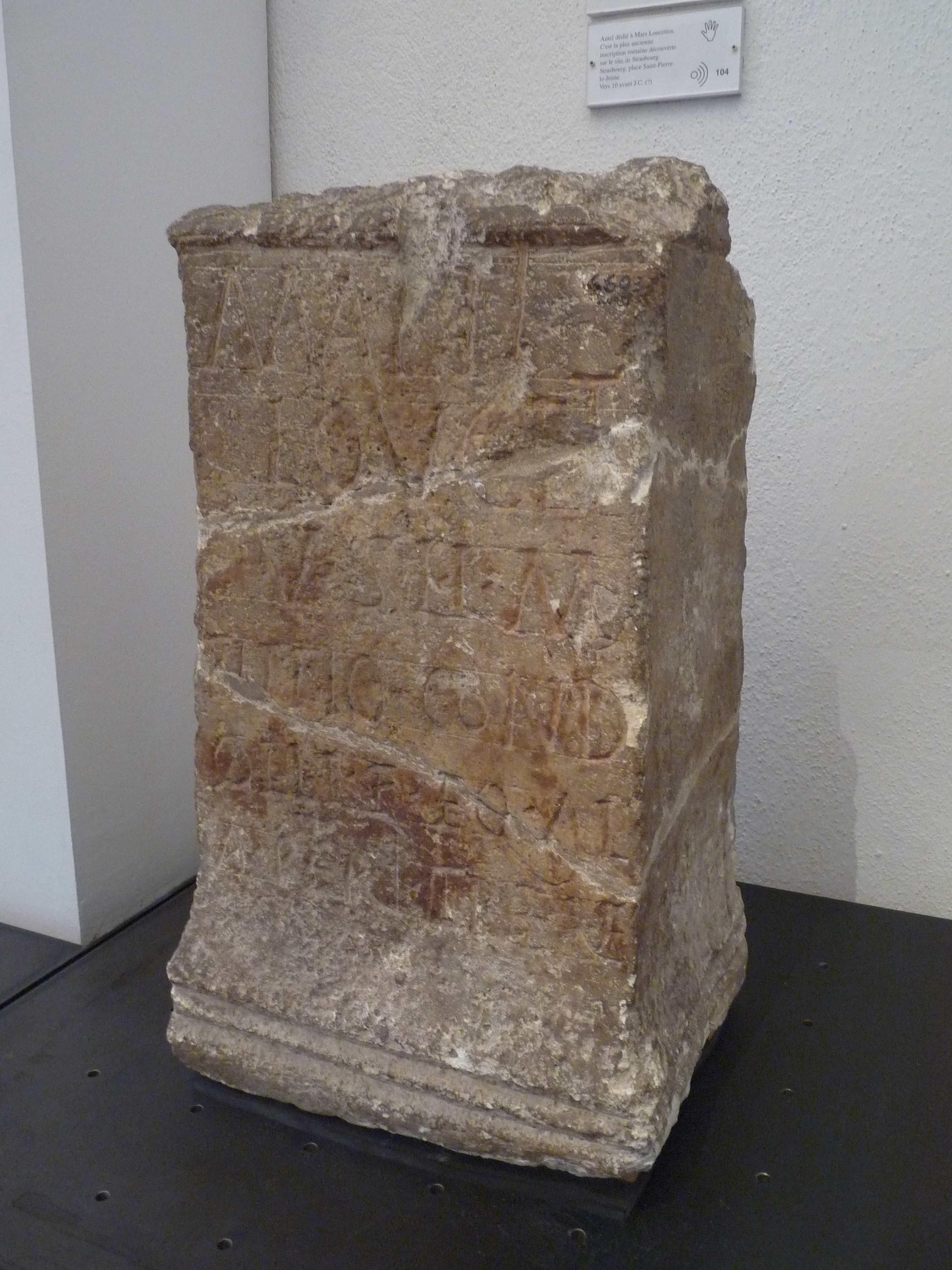
Mars-Altar, zwischen 30 v. Chr. und 14 n. Chr., gefunden an der Stelle der heutigen place Saint-Pierre-le-Jeune

Jünger Argentoratum oder älter Argentorate ist der Name des Römerlagers an der Stelle des heutigen Straßburg im Elsass. Der Mittelpunkt von Argentoratum befand sich auf der Grande Île, einer von zwei Armen der Ill umflossenen Insel, auf der sich noch heute das Zentrum Straßburgs befindet.

## Name
Argentorate ist eine Zusammensetzung von gallisch Argento-, wahrscheinlich ein Flussname, und -rate ‘Befestigung’. Die ältere Forschung deutete den Namen als keltisch für „Weiße Burg“.

## Geschichte
Argentorate wurde als militärischer Außenposten von dem römischen Feldherren Drusus im Jahre 12 v. Chr. in der späteren Provinz Germania superior (Verwaltungseinheit Civitas Tribocorum) gegründet. In dessen Nähe befand sich bereits eine gallische Siedlung.
Unter dem Kommando von Gnaeus Pinarius Cornelius Clemens errichtete die Legio VIII Augusta im Jahre 74 eine Straße von Augusta Vindelicorum (Augsburg) durch das Kinzigtal nach Argentoratum (Straßburg) mit Anschluss über die Rheintalstraße nach Mogontiacum (Mainz). 
Ab 90 war die Legio VIII permanent in Argentoratum stationiert. Das Lager bedeckte zu dieser Zeit eine Fläche von 20 Hektar und beherbergte auch eine Kavallerieabteilung der Legion. Weitere temporär in Argentoratum stationierte Legionen waren die Legio XIV Gemina und die Legio XXI Rapax, Letztere unter der Herrschaft Neros.
Straßburg war möglicherweise ab dem 4. Jahrhundert Bischofssitz. 357 fand in der Umgebung die Schlacht von Argentoratum statt. Ab dem frühen 5. Jahrhundert hatte der Comes tractus Argentoratensis hier sein Hauptquartier. Nach Auflösung des römischen Grenzschutzes wurde die Stadt durch Alamannen, Hunnen und Franken erobert.

## Funde
Systematische archäologische Ausgrabungen unter der Leitung von Jean-Jacques Hatt ließen zwischen 1947 und 1953 zahlreiche Spuren des antiken Straßburgs zutage treten. Diese Ausgrabungen wurden durch die in der Altstadt verursachten Kriegszerstörungen ermöglicht. Dabei wurde festgestellt, dass das Lager zwischen dem ersten und dem fünften Jahrhundert unserer Zeit insgesamt sechs Mal niedergebrannt und wieder aufgebaut worden war: In den Jahren 70, 97, 235, 355, im letzten Viertel des 4. Jahrhunderts und in den ersten Jahren des 5. Jahrhunderts. 
Unter Trajan und nach dem Brand von 97 hatte Argentoratum seine größte Ausdehnung und stärkste Befestigung erreicht. Zahlreiche archäologische Überreste der römischen Ansiedlung wurden auch im westlichen Stadtviertel Koenigshoffen entlang der ehemaligen Römerstraße, der heutigen Route des Romains gefunden. An dieser Stelle befanden sich die ausgedehntesten Nekropolen und am dichtesten besiedelten Niederlassungen der Zivilbevölkerung (Vicus) um das Lager.
In den Jahren 1911–12 wurden in Koenigshoffen von Hatts Vorgänger Robert Forrer zahlreiche Fragmente eines großen Mithräums ausgegraben, das in der Spätantike, vermutlich im 4. Jahrhundert, zerschlagen worden war.
1956 wurden unterhalb der heutigen Église Saint-Étienne Überreste eines spätantiken Apsidenbaus ausgegraben, der als Kirche interpretiert wurde.
Die Funde aus dem römischen Straßburg sind im Musée archéologique de Strasbourg ausgestellt.

## „Argentoratum“ als Verlagsort
Im Mittelalter war „Argentoratum“ eine übliche Bezeichnung der Stadt Straßburg in lateinischen Schriften. Dies blieb auch in der Frühen Neuzeit üblich, unter anderem zur Angabe des Druckortes einer Publikation. Als Verlagsort findet sich „Argentorati“ (lateinisch: zu Argentoratum) noch im 20. Jahrhundert im Impressum.